# Sillery (Marne)
Sillery település Franciaországban, Marne megyében. Lakosainak száma 1830 fő (2022. január 1.). Sillery Prunay, Mailly-Champagne, Puisieulx és Verzenay községekkel határos.

## Népesség
A település népessége az elmúlt években az alábbi módon változott:
| Lakosok száma | 861  | 1532 | 1520 | 1575 | 1698 | 1748 | 1724 | 1796 | 1796 | 1830 |
|               | 1968 | 1982 | 1990 | 2006 | 2013 | 2015 | 2017 | 2019 | 2020 | 2022 |